# Црни Пит
Црни Пит (хол. Zwarte Piet) је помоћник Синтеркласа (Свети Никола у холандском фолклору). Пре свега је препознатљив по лицу обојеном у црно или браон и по једној врсти костима за пажеве из шеснаестог или седамнаестог века. Поред тога, Црни Пит има црне локне.

## Одлике
По традицији која се преносила са колена на колено, Црни Пит доноси поклоне за време празника Синтеркласа. Он се спушта низ димњаке док људи спавају. По предању, Пит се у данима који претходе празнику често може видети на крововима, где кроз димњаке ослушкује да ли су деца била добра. Дељење ситних медењака (хол. pepernoten) и других слаткиша је његова специјалност. Црни Пит помаже Синтеркласу — нпр. носи његову књигу или штап. Неке од верзија Црног Пита могу такође веома добро и да жонглирају, ходају на рукама или да возе моноцикл. У току вечери даривања, 5. децембра, (хол. pakjesavond), Црни Пит снажно лупа на врата и прозоре, понекад прутом, и оставља вреће са поклонима.

## Историја
Свети Никола првобитно није имао помоћника. Учитељ Јан Схенкман (хол. Jan Schenkman) је 1850. године у своју књижицу ‘’Свети Никола и његов слуга’’ увео три новине, које су постале део предања о Светом Николи: слуга, свечани долазак Синтеркласа и пароброд. У књизи слуга још није имао име и био је обучен као паж. Године 1859. први пут се појавио чланак у коме га зову Питер, а 1895. године је име Црни Пит већ ушло у употребу.
До позних година двадесетог века Црни Пит је био не тако паметан помоћник који је причао бесмислице. Када је имиграција из бивших колонија допринела томе да се Европљани боље упознају са Африканцима, Црни Пит је постао поштовани асистент често расејаног Светог Николе. Његова фризура је уместо тршаве постала коврџава, а његове минђуше су нестале.
Различите интерпретације:
- Првобитно је био оџачар, а поцрнео је од чађи;
- Био је етиопски црни роб Питер кога је Свети Никола откупио у Мири на пијаци робова, а затим га ослободио;
- Првобитно је био демон кога је светац приморао да чини добра дела;
- Био је паганско божанство које је морало да се повинује хришћанском свецу;
- Био је потиснути ђаво, заменик потиснутог Водана или његовог помоћника Нарвија, црног оца ноћи, који је такође носио прут (као симбол плодности);
- Потомак црних гаврана Хугина и Мунина, Одинових сапутника;
- Потомак берсеркера, који су тело бојили у црно и носили животињску кожу.

## Негодовања
Прва отворена негодовања против улоге Црног Пита појавила су се шездесетих година двадесетог века. До првих протеста заједнице афричког порекла дошло је 1981. године. Суринамски покрет солидарности започео је акцију „Прослава Синтеркласа без Црног Пита“, а 1986. године се Покрет суринамске левице безуспешно залагао за дечји празник без фигура Синтеркласа и Црног Пита.